# Murdoc Niccals
Murdoc Niccals (Stoke-on-Trent, 6 de junio de 1966) es un personaje ficticio británico, bajista de la banda virtual Gorillaz. Fue creado por Jamie Hewlett y Damon Albarn.

## Biografía

### Infancia y juventud
Como se cuenta en la biografía oficial del grupo: "Rise Of The Ogre"; Murdoc nació en el año 1966 en Stoke-on-Trent, siendo dejado como un recién nacido en la puerta de su padre Sebastián Niccals. Su infancia sería bastante complicada debido a los abusos de su padre, que lo obligaba a cantar en sucios bares para obtener dinero vestido con disfraces ridículos.
Esto, además del maltrato de sus compañeros de escuela, terminaría moldeando el difícil carácter que el satanista desarrollaría cuando adulto. Fue durante esa época que nació su amor por la música, más específicamente el Heavy metal. Así fue como se decidió que sería una gran estrella de rock para poder huir de su mugrienta ciudad. Además de aprender a tocar el bajo, comenzó su fanatismo por el satanismo haciendo pactos para poder obtener fama y fortuna.
Murdoc pasaría por muchas bandas que nunca lograrían llamar la atención, mientras mantenía diversos empleos para obtener dinero. Harto de todo, decidió que crearía la banda de música perfecta y que arrasaría con todas las listas de éxitos. Solo necesitaba los compañeros perfectos.

### Fase 1
Decidido a crear la banda perfecta, Murdoc comenzó con su búsqueda en 1997. El primero en ser contratado fue el joven Stuart Pot, que fue apodado 2-D luego de que Murdoc lo atropellara y le dañara los ojos. Stuart pese a su enorme torpeza era un soberbio cantante y era perfecto para atraer a Mujeres debido a su aspecto. El siguiente fue Russel Hobbs, baterista estadounidense a quien secuestraron debido a su fama de haber sido poseído por espíritus. 
La última en llegar como guitarrista fue la japonesa Noodle, quien había llegado en una caja de FedEx a los Kong Studios (lugar donde se habían establecido) sin recordar nada de su pasado. Obtuvo el puesto inmediatamente luego de que echaran a Paula Cracker: Anterior guitarrista y exnovia de 2-D, después de encontrarla intimando con Murdoc en los baños del edificio. 
Con la banda ya establecida, firmaron contrato con EMI y publicaron su primer álbum homónimo en 2001. Este fue seguido de un gran impacto y éxito, lo que aumentó el ego de Murdoc hasta el punto de querer filmar su propia película acerca de su grandiosa banda. Estos acontecimientos serían los que llevaría a la primera disolución del grupo luego de una fuerte discusión sobre cómo debía ser el guion del film. Cansado de tener que aguantarlos un segundo más, el bajista disolvió el grupo y fue a parar a México donde gastó toda la fortuna obtenida del primer disco.

### Fase 2
El satanista pasaría dos largos años encerrado en una cárcel mexicana por dar cheques falsos a prostitutas en Tijuana. Harto de cómo lo trataban allí, decidió escaparse en medio de una fuga general, una vez libre se dirigió a su viejo hogar en Kong Studios. Al llegar, descubrió que Noodle (quien había llegado antes), tenía preparados varios demos para el próximo álbum. 
Dispuesto a traer de vuelta al grupo, ambos convencieron a 2-D y a Russel de volver y grabar un nuevo éxito. Demon Days finalmente fue publicado en 2005, siendo un enorme éxito mundial (muy superior al primer disco) de ventas y críticas. En la cima del éxito y la fama, la banda realizó varios videoclips y un par de conciertos de mucha importancia (incluyendo presentaciones en los premios Grammy y MTV).
Cuando la promoción del álbum y la fase estaban concluyendo, Noodle le comunicó al líder de la banda que necesitaba tomarse vacaciones de la fama por un buen tiempo. Murdoc aceptó dejarla partir si accedía filmar el último videoclip del disco: "El mañana", donde la guitarrista podría ser la protagonista y hacer lo que quisiera. Lo cierto es que el plan real del bajista era deshacerse de una vieja molestia: Jimmy Manson, un amigo de su infancia que llevaba bastante tiempo acosándolo para que lo dejara entrar a Gorillaz y que guardaba mucho rencor a la japonesa por haber obtenido el puesto.
El plan sería el siguiente: Jimmy se ocultaría en una habitación dentro del molino (aparecido anteriormente en Feel Good Inc.), y en el momento exacto mataría a Noodle y escaparía con un paracaídas mientras la isla era derribada por helicópteros contratados específicamente para la filmación. Sin embargo, al momento de la grabación, Jimmy estaba atrapado en la habitación y no había ningún arma ni paracaídas. La guitarrista fue finalmente la que se salvó del desastre (para así poder desaparecer y descansar) y el molesto Manson murió en medio de la explosión de los helicópteros.
Como estaba previsto, el videoclip causó gran impacto en todos los fanes. Pero 2-D y Russel que no estaban al tanto del plan de su jefe y que creían realmente que Noodle había muerto, decidieron dejar la banda al no soportar el enorme ego de Murdoc que estaba orgulloso por su gran vídeo y todo el dinero obtenido. Él estaba tranquilo ya que creía que Noodle estaba por ahí tomándose vacaciones, pero pronto le comenzaron a llegar extraños mensajes de ayuda, aparentemente de la joven asiática.

### Fase 3
Luego de la separación del grupo, Murdoc decidió crear el próximo éxito de Gorillaz. Para conseguir dinero, incendió los Kong Studios y le vendió armas defectuosas a distintos piratas y criminales para de esa forma huir del país (evitando que las personas que estafó lo persiguieran). El lugar donde se estableció fue una enorme isla llena de basura ubicada en el lugar más lejano del mundo: Plastic Beach.
Una vez instalado allí, comenzó a preparar los demos para el nuevo álbum (aparentemente robados a Damon Albarn, viejo colaborador del grupo). Pero sabiendo que la gente quería ver a Gorillaz nuevamente y Noodle seguía desaparecida, decidió crear un clon robot de la guitarrista utilizando su ADN: Cyborg Noodle, que además de tocar dicho instrumento se encargaría de su seguridad personal. Al no saber el paradero de Russel, se encargó de secuestrar a 2-D quien no quería saber nada más de Murdoc y Gorillaz; y junto a él un montón de músicos y colaboradores que aparecerían en el disco por la fuerza, todo ello contado por Murdoc a través de un programa de radio pirata donde él narraba todo lo que hacía.
Con el álbum llamado igualmente que la isla publicado en 2010, la banda se decidió a realizar una enorme gira mundial. Pero cada vez que se preparaban para salir al escenario, estos eran encerrados por Damon Albarn y su banda, quien se veía como el verdadero genio detrás de Gorillaz, aunque 2-D aprovechó todos esos momentos para crear en su iPad el álbum The Fall, en el cual Murdoc y Cyborg Noodle participaron muy poco. Trascurrida la serie de conciertos, el bajista volvió a su hogar. Pero en ese momento, todos los piratas que habían sido estafados e incluso la banda en vivo de Albarn comenzaron a perseguirlo para saldar viejas deudas. Una vez que el grupo llegó a la isla, lo estaba esperando el demonio conocido como Boogieman, un extraño sujeto con quien Murdoc había pactado hace mucho tiempo para ser exitoso pero que jamás apareció para pagar su deuda. 
Comenzado el ataque en la playa, y creyendo que estaba derrotado. Apareció sorpresivamente Russel Hobbs, ahora convertido en gigante debido a los alimentos radioactivos que ingirió en su viaje por el océano; y junto a él estaba Noodle, la guitarrista original, los dos buscando explicaciones debido al reemplazo de ambos y el secuestro de 2-D.

### Fase 4
Aprovechando la confusión general en medio de la batalla, Murdoc junto a Cyborg Noodle huyó del lugar en un pequeño submarino. En un momento en que salió a la superficie a orinar fue rodeado por toda una armada naval perteneciente a la discográfica EMI, quienes lo buscaban por no cumplir su contrato. Una vez capturado, fue encerrado debajo de los estudios Abbey Road durante varios años, hasta que le ofrecieron su libertad si Gorillaz hacia un nuevo álbum.
Establecido definitivamente en un modesto hogar al oeste de Londres, y habiendo resuelto sus diferencias con los otros tres miembros. Gorillaz publicó finalmente su flamante quinto álbum con el nombre: Humanz. Luego de eso, la banda anuncio las fechas de su nueva gira mundial iniciada en junio de 2017.
Posteriormente durante la grabación del video Strobelite, Murdoc conoció a una persona un poco extraña, el cual se hacía llamar El Mierda, quien al parecer convenció a Murdoc para organizar algo. Sin embargo, durante la presentación de los BRIT Awards donde Gorillaz ganó como mejor banda en 2018, Murdoc no se presentó debido a que por culpa de El Mierda, él terminó siendo arrestado pero tuvo la oportunidad de enviar un video de agradecimiento por haber recibido el premio justo unos momentos antes de ser encerrado.

### Fase 5
Ya Murdoc encerrado en una prisión de máxima seguridad de Inglaterra, obtuvo acceso a la computadora de la prisión, la cual pudo hackearla y trató de hablar por medio de Facebook con sus fans para ayudarle a escapar de la prisión usando el #FREEMURDOC. Mientras tanto, el viejo amigo de la banda, Ace (Perteneciente a la Banda Gangrena de Las Chicas Superpoderosas) lo reemplazó como el bajista del grupo, siendo parte del álbum "The Now Now" en la cual Murdoc no se encuentra.
Una vez que Murdoc escapó de prisión este dijo ahora ser "un nuevo Murdoc" que el "viejo Murdoc" que era un borracho y abusaba de todos había muerto y que este nuevo Murdoc ama a todos.
Murdoc en la actualidad ve a 2-D como su "gato" y lo quiere de cierta manera y dice que lo desea en cuerpo y alma mientras que ve a Noodle como su hermana, y a Russel como un hermano mayor.

### Fase 6
A pesar de que Murdoc había cambiado, aún seguía causándoles algunas fechorías a sus compañeros de Gorillaz, algo que se pudo apreciar en la primera temporada de Song Machine, en donde incluso se puede ver que intentó envenenar a Damon Albarn (Sin éxito). Sin embargo se enteró tiempo más tarde que aparentemente 2-D encontró una forma de crear portales que le permiten trasladarse de un sitio a otro, lo que lo llevó a inyectarle a 2-D un suero de la verdad para que le contara el secreto de eso. Aparentemente el secreto era gracias a un ente conocido como el Pink Phantom, el cual Murdoc intenta atrapar.
Ya sabiendo de ese poder, Murdoc ahora podía estar en todos los lugares que él quisiera, sin embargo, uno de esos portales lo llevó a él y a sus compañeros de Gorillaz de regreso a la Plastic Beach, donde se encontró con un panorama triste al encontrarse con la isla completamente descuidada tras el ataque de hacía unos años atrás, con la máscara de Noodle rota, la máscara del Boogieman abandonada, el esqueleto sin vida de Daley (Colaborador de la canción Doncamatic) y a Cyborg Noodle aparente sin funcionar en un submarino descompuesto, lo que hace que Murdoc derrame una lágrima.
Entonces del mar aparece un monstruo marino gigante que con sus poderes empieza a destruir a la Plastic Beach hasta dejarla en cenizas y la banda se ve forzada a escapar por un portal, pero Murdoc se queda aparente solo, hasta que 2-D abre otro portal para rescatar a Murdoc dándole la mano.

### Fase 7
Actualmente Murdoc usando su influencia, ha creado un culto a su persona, el cual hace llamar The Last Cult, vistiendo ahora todo el tiempo una túnica con una capucha color rojo violeta, mientras que junto con Gorillaz y otros colaboradores, comenzaron a grabar un nuevo álbum al cual se lanzará bajo el nombre de Cracker Island, que se publicará oficialmente el 24 de febrero de 2023, mientras que Murdoc de vez en cuando hace sesiones en directo sobre su culto en las redes sociales donde sus seguidores pueden participar y hablar con él.

## Discografía con Gorillaz
Álbumes de estudio
- Gorillaz (2001)
- Demon Days (2005)
- Plastic Beach (2010)
- The Fall (2011)
- Humanz (2017)
- Song Machine, Season One: Strange Timez (2020)
- Cracker Island (2023)

- Datos: Q2628482
- Multimedia: Murdoc Niccals / Q2628482